# Alexei Borodin
Alexei Borodin (russisch Алексей Бородин; * 25. Juni 1975 in Donezk, Sowjetunion) ist ein russischer  Mathematiker.

## Leben
Borodin machte 1997 seinen Abschluss an der Lomonossow-Universität und promovierte 2001 an der University of Pennsylvania bei Alexander Alexandrowitsch Kirillow (Harmonic Analysis on the Infinite Symmetric Group). Seit 2003 ist er Professor am Caltech. 2010 wurde er Professor am Massachusetts Institute of Technology.
Borodin befasst sich unter anderem mit asymptotischen Problemen der Darstellungstheorie für große Gruppen und Zusammenhänge mit der Theorie der Zufallsmatrizen. Mit Grigori Olshanski fand er, dass die Charaktere irreduzibler Darstellungen großer Gruppen mit stationären stochastischen Prozessen zusammenhängen. Er wandte die so erzielten Resultate auch in der Kombinatorik an und bewies den Satz von Baik, Percy Deift und Johannson über die asymptotische Verteilung der längsten aufsteigenden Teilfolgen in zufälligen Permutationen. Er befasst sich auch mit wechselwirkenden Teilchensystemen in der Stochastik.
2008 erhielt er den EMS-Preis. 2001 bis 2005 war er Clay Research Fellow. 2003 erhielt er den Preis der Moskauer Mathematischen Gesellschaft. Er wurde als Plenarsprecher auf dem Internationalen Mathematikerkongress 2014 in Seoul ausgewählt (Integrable probability). Für 2015 wurden ihm der Henri-Poincaré-Preis und der Loève-Preis zugesprochen. Borodin wurde 2018 in die American Academy of Arts and Sciences gewählt und erhielt 2019 den Fermat-Preis.

## Schriften (Auswahl)
- mit Okounkov, Olshanski: Asymptotics of Plancherel measures for symmetric groups. J. Amer. Math. Soc. 13 (2000), no. 3, 481–515
- mit Okounkov: A Fredholm determinant formula for Toeplitz determinants. Integral Equations Operator Theory 37 (2000), no. 4, 386–396.
- mit Olshanski: Harmonic analysis on the infinite-dimensional unitary group and determinantal point processes. Ann. of Math. (2) 161 (2005), no. 3, 1319–1422.
- mit Rains: Eynard-Mehta theorem, Schur process, and their Pfaffian analogs. J. Stat. Phys. 121 (2005), no. 3–4, 291–317.
- mit Ferrari: Large time asymptotics of growth models on space-like paths. I. PushASEP. Electron. J. Probab. 13 (2008), no. 50, 1380–1418.
- mit Ferrari: Anisotropic growth of random surfaces in 2+1 dimensions. Comm. Math. Phys. 325 (2014), no. 2, 603–684.

## Quelle
- A. Ran, Herman te Riele, Jan Wiegerinck (Herausgeber): European Congress of Mathematics, Amsterdam 2008, European Mathematical Society 2010